# Carlos Vila Nova
Carlos Manuel Vila Nova (født 1956) er en politiker fra São Tomé og Príncipe som er landets præsident siden 2. oktober 2021.
Vila Nova var kandidat for Acção Democrática Independente ved præsidentvalget i 2021. Den 6. september blev han erklærede landets valgkommision ham som vinder af valget med 58 % af stemmerne. Han besejrede Guilherme Posser da Costa fra partiet MLSTP/PSD som leder den regerende koalition i São Tomé og Príncipes parlament.
Han fungerede tidligere som minister for offentlige arbejder og naturresurser (2010-2012) og minister for infrastruktur, naturresurser og miljø (2014-2018) i regeringerne under premierminister Patrice Trovoada.

## Biografi
Vila Nova blev født i Neves, en by på nordkysten af øen São Tomé. Han er uddannet telekommunikationsingeør fra universitetet i Oran i Algeriet i 1985, og vendte derefter tilbage for at blive leder af computerafdelingen i det statslige statistikdirektorat. I 1988 forlod han stillingen for at blive salgschef på Hotel Miramar, som dengang var det eneste hotel i São Tomé og Príncipe. Han blev forfremmet til direktør for Hotel Miramar i 1992. I 1997 blev han direktør for hotellet Pousada Boa Vista og grundlagde også sit eget rejsebureau Mistral Voyages. Vila Nova fortsatte i turistindustrien indtil han gik ind i politik i 2010.
Vila Nova fungerede som minister for offentlige arbejder og naturresurser i Patrice Trovoadas regering fra 2010  indtil regeringen mistede sit flertal i 2012.  Han blev udnævnt til minister for infrastruktur, naturresurser og miljø, da Trovoadas parti Acção Democrática Independente (ADI) genvandt flertallet i 2014. I 2018 blev Vila Nova valgt til nationalforsamlingen. Han blev nomineret som ADI's kandidat til præsidentvalget i 2021.
Vila Nova er gift og har to døtre.